# 01:59PM
01:59PM è il primo album studio del gruppo musicale sudcoreano 2PM. L'album è stato pubblicato in versione digitale su CD il 10 novembre 2009. Si tratta dell'ultima pubblicazione del gruppo in cui partecipa anche Jay Park. Il titolo 01:59PM è stato appunto scelto per indicare l'addio al gruppo del cantante, dopo la controversia scaturita su MySpace nel settembre 2009.

## Tracce
1. My Heart (Acoustic Mix) – 1:03
2. Heartbeat – 3:15
3. Tired of Waiting (기다리다 지친다) – 3:27
4. I Was Crazy About You (너에게 미쳤었다) – 3:37
5. Gimme the Light – 4:37
6. Back 2U – 3:29
7. All Night Long – 3:53
8. Heartbeat (Red Light Mix) – 3:14
9. 10 Out of 10 (10점 만점에 10점; 10 Jeom Manjeome 10 Jeom) – 3:25
10. Only You – 4:40
11. Again & Again – 4:08
12. I Hate You – 3:24
13. Maybe She'll Come Back (돌아올지도 몰라) (Bossa Nova Mix) – 4:09

Edizione speciale (Giappone)
1. Thank You – 3:57

## Classifiche
| Classifica (2010)                   | Posizione più alta |
| ----------------------------------- | ------------------ |
| South Korea Gaon Weekly album chart | 1                  |
| South Korea Gaon Yearly album chart | 31                 |
| Japan Oricon Weekly albums chart    | 16                 |